# Jacques Léonard Muller
Pour les articles homonymes, voir Muller et Jacques Muller.
Jacques-Léonard Muller, né le 11 décembre 1749 à Thionville (Luxembourg français), mort le 1er octobre 1824 à Saintes (Charente-Maritime), est un général français de la Révolution et de l’Empire.

## Carrière sous l’Ancien Régime
Il est admis à la solde comme enfant de troupe dans le régiment suisse de Courten le 1er janvier 1760, il devient soldat le 1er mai 1765, sous-lieutenant quartier-maître le 23 octobre 1771, puis lieutenant le 2 mai 1779. Il sait réprimer une émeute populaire à Dijon, devient chevalier de Saint-Louis le 10 avril 1791.

## Révolution française
Il passe capitaine le 4 décembre 1791, lieutenant-colonel commandant le 1er bataillon de chasseurs francs du Nord formé par lui le 21 août 1792, combat à Jemmapes le 6 novembre 1792. Il passe colonel du 77e régiment d'infanterie le 14 janvier 1793. Il est nommé adjudant-général chef de brigade le 8 mars 1793 puis général de brigade le 5 mai 1793.
Il devient chef d’état-major de l’armée des Pyrénées occidentales le 5 juillet 1793, est confirmé dans cet emploi le 19 août 1793. Il est nommé provisoirement général de division par les représentants du peuple le 30 septembre 1793, puis provisoirement par les mêmes représentant commandant en chef de l’armée des Pyrénées occidentales le 4 octobre 1793 et en prend le commandement le 5 octobre suivant.
Il commande provisoirement la division de Saint-Jean-de-Luz à la place de Delalain le 19 octobre 1793 et il y est maintenu par les représentants du peuple malgré l’arrêté du comité de Salut Public qui y nomme Alexandre Dumas père. Il repousse les Espagnols du « camp des Sans Culottes » le 5 février 1794 puis est confirmé dans le grade de général de division par le comité de salut public le 14 avril 1794. Il s’empare de la vallée de Bastan le 24 juillet 1794, franchit la Bidassoa et s’empare de Saint-Martial et d’Irun le 1er août 1794, puis fait capituler Fontarabie.
Il est nommé commandant en chef de l’armée des Alpes le 21 août 1794 et quitte son commandement de l’armée des Pyrénées occidentales le 30 août 1794. Il est autorisé à prendre sa retraite pour cause de maladie et cesse ses fonctions le 3 mars 1795. Il est admis au traitement de réforme le 23 mars 1798 et remis en activité le 3 mai 1798. Il commande la 12e division militaire à la place de Victor le 6 mai 1798, prend son commandement le 20 mai 1798 puis il est appelé auprès du Directoire le 14 novembre 1798. Il devient inspecteur d’Infanterie à l’Intérieur le 18 mars 1799, il est nommé provisoirement commandant en chef d’une armée rassemblée sur le Rhin le 10 juillet 1799, Il en prend le commandement le 18 juillet 1799 puis occupe Heidelberg et bombarde Philippsbourg le 30 août 1799 mais est forcé d’en lever le siège le 15 septembre 1799 d’où son remplacement dans son commandement le 24 septembre 1799.
Il commande la 7e division de l’armée du Rhin sous Lecourbe du 24 septembre 1799 au 25 janvier 1800.

### Consulat et Premier Empire
Sous le Consulat, il continue sa carrière à l’inspection des armées : d’abord à la 12e division à Nantes le 3 décembre 1799, puis à la 15e division militaire le 9 mars 1800, à la 23e division militaire en Corse le 12 novembre 1800 puis à la réserve de l’armée d’observation du Midi le 8 avril 1801. Il est nommé provisoirement lieutenant d’armée par Murat le 6 mai 1801 puis il est en disponibilité le 22 décembre 1801. Il est nommé inspecteur général de l’infanterie le 27 juin 1802, il sert en cette qualité en Hollande, en Italie, sur les côtes de la Belgique et dans la 1re division militaire. Il est fait commandeur de la Légion d'honneur le 14 juin 1804.
Il est inspecteur général des 16e et 24e divisions militaires le 6 octobre 1807 puis de la Légion polonaise le 16 juin 1808. Il est rappelé à Paris le 9 septembre 1809, devient baron de l’Empire le 16 décembre 1810 puis est admis à la retraite et se retire à Saintes le 24 décembre 1814 où il meurt le 1er octobre 1824.

### Distinctions

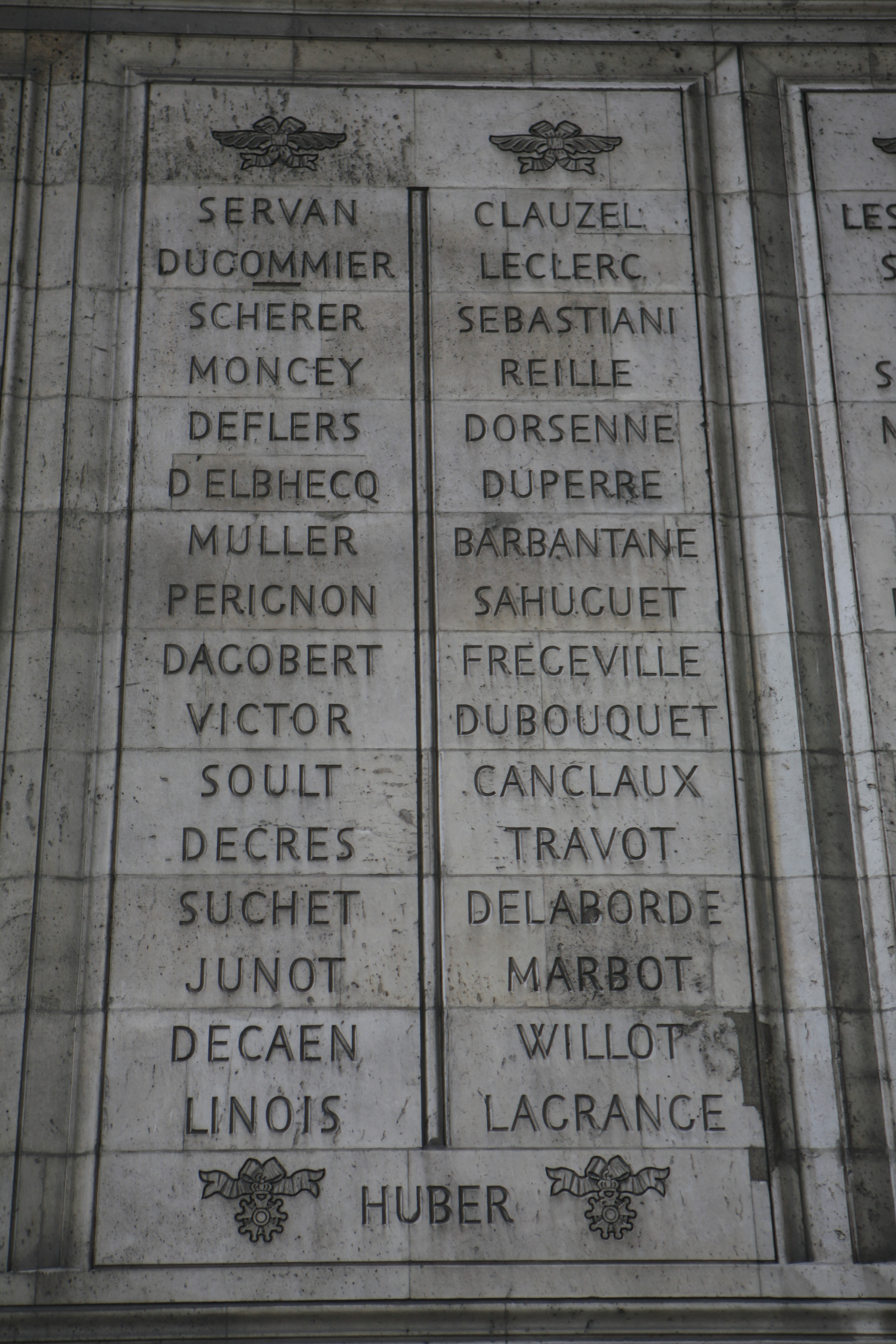
33e et de l'arc de triomphe.

Il fait partie des 660 personnalités à avoir son nom gravé sous l'arc de triomphe de l'Étoile. Il apparaît sur la 33e colonne (l’Arc indique MULLER).